# Гранко, Ярослав Евгеньевич
Гранко Ярослав Евгеньевич — украинский театральный деятель, актёр, заместитель председателя Национального союза театральных деятелей Украины. Заслуженный деятель искусств Украины (2008).

## Биография
Закончил в 1978 году Киевский национальный университет театра, кино и телевидения имени И. К. Карпенко-Карого (КНУКИТ) по специальности актёр драматического театра и кино (курс Александра Соломарского и М. Рудина).
В период с 1978 по 1979 года работал актёром Ворошиловградского русского драматического театра.
В 1979 году, после прохождения всеукраинского конкурса, был зачислен в труппу только что основанного Киевского молодёжного театра (с 1985-го — Молодого театра). По мнению критиков, его персонажам были характерны глубокий психологизм и искренние чувства, например, были высоко оценены исполненные роли Дмитрия Донцова и Михаила Телиги в спектакле «Душа в красной амазонке». Гастролировал в США: в сентябре 2005 года принимал участие в фестивале «Верховина» 
С 1991-го по 2006 работал сперва директором-распорядителем, затем — заместителем директора Киевского Молодого театра — возглавляет службу по организации зрителей. Уволен после продолжительного конфликта с директором театра Станиславом Моисеевым.
С 2002-го по 2006-й — заместитель председателя Национального союза театральных деятелей Украины с социально-бытовых вопросов. С 2006-го — заместитель председателя по административно-бытовым вопросам (кураторство над Домом ветеранов сцены им. Н. Ужвий).
После смерти Леся Танюка выходит из руководства СТДУ. Занимается актёрской деятельности в кино, на телевидении, снимается в рекламе (Nestle Gold Chocolate, пиво «Черниговское» и другие). В качестве члена жюри принимал участие во Всеукраинском конкурсе профессиональных чтецов им. Леси Украинки, театральных фестивалях «Премьеры сезона», «Солнечная волна», «Тернопольские театральные вечера», Всеукраинский фестиваль детской творчести «Песенный сад», фестиваль любительских театров «Киевская театральная весна» и других. Режиссировал концерт ко дню города в Измаиле, был творческим директором Международного фестиваля футбола «Большой мяч».
На начальном этапе работы возглавлял Международный благотворительный «Фонд возрождения историко-культурного наследия Украины».
Живёт и работает в Киеве.

## Театральные работы
Ворошиловградский русский драматический театр
Киевский молодёжный (молодой) театр
- 1981 — «Стойкий принц» П. Кальдерона; реж. Марк Нестантинер — Беппо
- 1981 — «Джикетский манифест» А. Чхаидзе; реж. Николай Мерзликин — Карло
- 1986 — «Диктатура совести» М. Шатрова; реж. Лесь Танюк — Баташов / Михайлов
- 1989 — «Семейный уик-энд» Жана Пуаре; реж. Владимир Оглоблин — мистер Вальтер
- «Калейдоскоп» Сандро Мревлишвили — Габо / второй брат / журналист
- «Поворот» Е. Телиги — Михаил Донцов
- «Чужбина» по Лесе Украинке — Менжинський

## Фильмография
- 2004 — Пепел «Феникса» — эпизод
- 2006 — Золотые парни — 2 — эпизод
- 2016 — Вчера. Сегодня. Навсегда — эпизод
- 2018 — Последний бой (Танк) — лесник
- 2019 — С меня хватит — эпизод

## Телевидение и реклама
- 2008 — Рекламный ролик Nestle Gold Chocolate — ювелир[16]
- 2015 — Рекламный ролик пива «Чернігівське» — поющий пенсионер[17]
- 2016 — Клип Лолиты «На Титанике»; реж. Леонид Колосовский[18][19]
- 2019 — Рекламный ролик чемоданов «Samsonite Middle East» — фильм «Lost & Found by Samsonite»; реж. Ali Kurr — бездомный с чемоданом[20][21]

## Награды
- 2004 — Почётная грамота Кабинета Министров Украины[22]
- 2008 — Заслуженный деятель искусств Украины[1]